# Opéra comique
 "Opera comique" omdirigeres hertil. For andre betydninger af Opera comique, se Opera comique (flertydig).
Opéra comique er en fransk betegnelse for lette komiske operaer af lystspilkarakter med udspring i 1700-tallets årlige messer eller markeder i Paris.
L'Opéra comique var en udløber af det folkelige markedsteater og måtte som uprivilegeret opera købe sig tilladelse hos L'Opera, den privilegerede hofopera, til at spille vaudeviller – små rørende eller satiriske syngespil.  Grænsen mellem syngespillet og opera comique er flydende, idet de to genrer har den talte dialog fælles; i syngespillet er musikken dog sædvanligvis enklere end i operaen.
Genren kom til at betegne operaer med talt dialog mellem sangnumrene, også med tragisk handling; de musikalske numre er ikke forbundet af recitativ, men af talt dialog. Den blev således en pendent til det tyske Singspiel, henholdsvis  Spieloper eller komisk opera.
I Frankrig var man i 1700-tallet begyndt at bruge betegnelsen opera comique om operaer som stillede beskedne krav til de medvirkende, og som havde lystspil-karakter. Man indrettede en scene til opførelse af disse mindre krævende værker, og denne scene kom til at hedde Opéra comique. Men det var ikke blot lystspil der opførtes her, man fremførte også operaer med tragisk handling, men stadig uden det store sceniske og musikalske udstyr, og snart blev betegnelsen opera comique brugt om operaer, der havde talt dialog mellem sangnumrene, uanset om indholdet var tragisk eller lystigt, og sådan er det stadig: Bizets Carmen, der er et  tragisk stykke, er således genremæssigt en opera comique. Denne genre anvender ikke antik mytologi som tragédie lyrique, men historisk eller nutidigt materiale, og heltene er ikke adelige. En sådan opera har sædvanligvis tre akter.